# Diocèse de Manchester (États-Unis)
Pour les articles homonymes, voir Diocèse de Manchester.
Le diocèse de Manchester (Catholic Diocese of Manchester en anglais, Diocensis Manchesteriensis en latin), est un diocèse catholique de Nouvelle-Angleterre à l'est des États-Unis. Son siège est à la cathédrale Saint-Joseph de Manchester, dans le New Hampshire.

## Historique
Le diocèse a été érigé canoniquement le 15 avril 1884 par Léon XIII par détachement du diocèse de Portland dans le Maine dont la juridiction couvrait alors les deux états. Il est suffragant de l'archidiocèse de Boston.

## Territoire
Son territoire couvre l'ensemble de l'état du New Hampshire.

## Écoles secondaires
- Bishop Brady High School, Concord
- Bishop Guertin High School, Nashua
- Holy Family Academy, Manchester
- Mount Royal Academy, Sunapee
- St. Thomas Aquinas High School, Dover
- Trinity High School, Manchester